# Paracalybistum villiersi
Paracalybistum villiersi är en skalbaggsart som beskrevs av Pierre Lepesme 1952. Paracalybistum villiersi ingår i släktet Paracalybistum och familjen långhorningar.
Artens utbredningsområde är:
- Benin.
- Togo.

Inga underarter finns listade i Catalogue of Life.